# Marshtomp
Marshtomp (japanski: ヌマクロー Numakurō) jedan je od 1025 fiktivnih vrsta Pokémona iz medijske franšize Pokémon, skupa Pokémon videoigara, animiranih serija, manga stripova, knjiga, igraćih karata i drugih medija kojima je tvorac Satoshi Tajiri. Svrha je Marshtompa u videoigrama, animiranoj seriji i manga stripovima, kao i svrha ostalih Pokémona, borba s divljim Pokémonima – neukroćenim stvorenjima koje igrači i likovi pronalaze dok kreću na razne avanture – i pripitomljenim Pokémonima drugih Pokémon trenera.
Njegovo ime, Marshtomp, kombinacija je engleskih riječi "marsh" = bara, što je njegovo prirodno stanište, i "stomp" = toptanje, odnoseći se na njegove snažne noge. Njegovo japansko ime, Numacraw, kombinacija je japanske riječi "numa" = močvara, i engleske riječi "crawl" = puzati.
Crtež i grafički znak Marshtompa dizajnirao je tim Kena Sugimorija, 2003., pri puštanju igara na Nintendo Game Boy Advance konzolama. Mnogi su igrači kritizirali crteže Advanced Generation Pokémona u cjelini, jer je Ken Sugimori, dizajner svih Pokémona prve i druge generacije, vodio dizajnerski tim, što je rezultiralo Pokémonima s prirodnijim i stvarnijim stilom, u usporedbi s jednostavnijim stilom u Pokémon Red & Blue, i Pokémon Gold & Silver igrama.

## Biološke karakteristike
Površina Marshtompova tijela prekrivena je tankim, ljepljivim slojem koji mu omogućuje da živi izvan vode. Marshtomp oslabi ako mu se koža isuši, te iz tog razloga nadoknađuje tekućinu igrajući se u blatu. Marshtompova je najdraža razbibriga igranje u blatu na plažama nakon oseke. Iako je Vodeni Pokémon, Marshtomp se brže i spretnije kreće kroz blato nego što pliva. Njegove stražnje noge pokazuju očiti napredak i razvijenost, dajući mu sposobnost kretanja i na stražnjim nogama, a ne četveronožno. Kao i njegov prethodni oblik, Mudkip, i Marshtomp može koristiti peraju na glavi za navigaciju.

## U videoigrama
Jedan od dosljednih aspekata svih Pokémon igara – od Pokémon Red i Blue za Nintendo Game Boy, do igara Pokémon Diamond i Pearl za Nintendo DS konzole – izbor je tri različita Pokémona na početku igračeve avanture; ta tri Pokémona etiketirana su kao Početni (ili starter) Pokémoni. Igrač može birati između Vodenog, Vatrenog ili Travnatog Pokémona, autohtonog za to područje; iznimka od ovog pravila je Pokémon Yellow (remake verzija prvotnih igara koja prati priču Pokémon animirane serije), gdje igrač dobiva Pikachua, Električnog miša, poznatog po tome što je maskota Pokémon medijske franšize.
Marshtomp je Pokémon 1. stupnja, i evoluirani oblik Mudkipa, Vodenog početnog Pokémona autohtonog u Hoenn regiji, kojeg igrač može odabrati na početku svog putovanja u Pokémon Ruby, Pokémon Sapphire i Pokémon Emerald igrama za Nintendo Game Boy Advance.
Marshtomp, poput većine ostalih Pokémona, ima prosječne statistike. Njegov HP broji 70 bodova, Attack status 85, Defense status 70, Special Attack status 60, Special Defense status 70, i Speed status 50 bodova, čineći ga ništa boljim ni gorim od ostalih Pokémona.
Njegova je Pokémon sposobnost Bujica (Torrent), koja povećava snagu njegovih Vodenih napada kada izgubi trećinu svojih HP-a.

## U animiranoj seriji
Jedan od Ashovih stalnih pratitelja i prijatelja, Brock, Pokémon uzgajivač koji se usavršio u upotrebi Kamenih Pokémona, posjeduje Mudkipa, kojeg uhvati tijekom putovanja u Hoenn regiji. Mudkip se kasnije razvio u Marshtompa tijekom epizode 424 "A Chip Off The Old Brock!".
Nekoliko različitih Marshtompa pojavilo se tijekom Pokémon animirane serije, a prvi se pojavio u epizodi 308 "Abandon Ship", u kojoj trener izgubi Marshtompa na napuštenom brodu, koji se kasnije razvije u Swamperta. Još se jedan Marshtomp pojavio u epizodi 362 "Lights, Camerupt, Action" kao glumac u "Meowthzilli", fiktivnom filmu, parodiji na film Godzilla.